# سان میکله دی سرینو
سان میکله دی سرینو (به ایتالیایی: San Michele di Serino) یک کومونه در ایتالیا است که در استان آولینو واقع شده‌است. سان میکله دی سرینو ۴ کیلومتر مربع مساحت و ۲٬۵۶۷ نفر جمعیت دارد.